# Adelogyrinidae
Los adelogirínidos (Adelogyrinidae) son un grupo extinto de lepospóndilos de forma enlongada y adaptados a un medio acuático, lo cual se corrobora al encontrarse todos los especímenes descubiertos asociados con peces. Presentaban extremidades reducidas o ausentes, un cráneo solidificado, elongado y con órbitas localizadas muy adelante. Retenían la cintura escapular pero no otros elementos del esqueleto apendicular. En las especies Adelogyrinus simorhynchus y Palaeomolgophis scoticus existe una larga columna vertebral presacral, pero extremidades bien desarrollas. Los registros fósiles del grupo están restringidos a finales del Carbonífero Inferior (Misisipiense), desde el Viseano hasta comienzos del Namuriano en lo que hoy es Escocia.